# Coelidia aculeata
Coelidia aculeata är en insektsart som beskrevs av Nielson 1996. Coelidia aculeata ingår i släktet Coelidia och familjen dvärgstritar. Inga underarter finns listade i Catalogue of Life.